# Det rene hjerte
Det rene hjerte er en dansk dokumentarfilm fra 2014, der er instrueret af Ulaa Salim.

## Handling
Tobias har de samme drømme som alle andre. Han drømmer om at være lykkelig og få sin egen familie. Men på grund af sin autisme har han svært ved at følge det normale samfundsmønster. Tobias drager fra København til Aarhus, hvor han skal besøge sin bedste ven, Wahid, som netop er blevet far og har gjort Tobias til gudfar for sin søn.